# 高洲 (浦安市)
高洲（たかす）は千葉県浦安市の大字。現行行政地名は高洲一丁目から九丁目。郵便番号は279-0023。

## 地理
第2期海面埋立事業によって作られた新町地区に位置する。地域内は「潮音の街」と称されるマンションを中心とした高層住宅地と一戸建てを中心とした低層住宅地からなっている。
一丁目に東京学館浦安高等学校、二丁目に市立高洲北小学校、順天堂大学浦安キャンパス、四丁目に市立高洲小学校、高洲中央公園、七丁目に市立高洲中学校、九丁目に県立浦安南高等学校、高洲海浜公園、特別養護老人ホームがある。
東は東京湾、西は今川、南は港、北は境川を挟んで明海と接している。

### 地価
住宅地の地価は、2016年（平成28年）1月1日に公表された公示地価によれば、高洲3-19-2の地点で21万4000円/m2となっている。

## 歴史

### 地名の由来
海面埋立事業前に当地にあった漁場の名称より「高洲」とした。

### 沿革
- 1980年（昭和55年）3月24日 - 第2期海面埋立事業により、東葛飾郡浦安町高洲を新設。
- 1981年（昭和56年）4月1日　市制施行により、浦安市高洲となる。
- 2004年（平成16年）10月12日 - 住居表示施行により、浦安市高洲一丁目～九丁目となる。
- 2011年（平成23年）3月11日 - 東北地方太平洋沖地震により深刻な液状化被害を受けた。このため同年3月25日、東京電力による計画停電の対象外となった[5]。

## 町名の変遷
「高洲」新設時
| 実施後 | 実施年月日      | 実施前（各町名ともその一部） |
| ------ | --------------- | ---------------------------- |
| 高洲   | 昭和55年3月24日 | （地名なし）                 |

住居表示施行時
| 実施後     | 実施年月日       | 実施前（各町名ともその一部） |
| ---------- | ---------------- | ---------------------------- |
| 高洲一丁目 | 平成16年10月12日 | 高洲                         |
| 高洲二丁目 | 平成16年10月12日 | 高洲                         |
| 高洲三丁目 | 平成16年10月12日 | 高洲                         |
| 高洲四丁目 | 平成16年10月12日 | 高洲                         |
| 高洲五丁目 | 平成16年10月12日 | 高洲                         |
| 高洲六丁目 | 平成16年10月12日 | 高洲                         |
| 高洲七丁目 | 平成16年10月12日 | 高洲                         |
| 高洲八丁目 | 平成16年10月12日 | 高洲                         |
| 高洲九丁目 | 平成16年10月12日 | 高洲                         |

## 世帯数と人口
2017年（平成29年）10月31日現在の世帯数と人口は以下の通りである。
| 丁目       | 世帯数    | 人口     |
| ---------- | --------- | -------- |
| 高洲一丁目 | 572世帯   | 1,509人  |
| 高洲二丁目 | 448世帯   | 1,149人  |
| 高洲三丁目 | 461世帯   | 1,235人  |
| 高洲四丁目 | 752世帯   | 2,510人  |
| 高洲五丁目 | 1,156世帯 | 3,593人  |
| 高洲六丁目 | 494世帯   | 1,291人  |
| 高洲七丁目 | 317世帯   | 1,057人  |
| 高洲八丁目 | 553世帯   | 1,808人  |
| 高洲九丁目 | 85世帯    | 87人     |
| 計         | 4,838世帯 | 14,239人 |

## 小・中学校の学区
市立小・中学校に通う場合、学区は以下の通りとなる。
| 丁目       | 番地 | 小学校               | 中学校             |
| ---------- | ---- | -------------------- | ------------------ |
| 高洲一丁目 | 全域 | 浦安市立高洲北小学校 | 浦安市立高洲中学校 |
| 高洲二丁目 | 全域 | 浦安市立高洲北小学校 | 浦安市立高洲中学校 |
| 高洲三丁目 | 全域 | 浦安市立高洲北小学校 | 浦安市立高洲中学校 |
| 高洲四丁目 | 全域 | 浦安市立高洲小学校   | 浦安市立高洲中学校 |
| 高洲五丁目 | 全域 | 浦安市立高洲小学校   | 浦安市立高洲中学校 |
| 高洲六丁目 | 全域 | 浦安市立高洲小学校   | 浦安市立高洲中学校 |
| 高洲七丁目 | 全域 | 浦安市立高洲小学校   | 浦安市立高洲中学校 |
| 高洲八丁目 | 1番  | 浦安市立高洲北小学校 | 浦安市立高洲中学校 |
| 高洲八丁目 | 2番  | 浦安市立高洲小学校   | 浦安市立高洲中学校 |
| 高洲九丁目 | 全域 | 浦安市立高洲小学校   | 浦安市立高洲中学校 |

## 施設
- 浦安市立高洲保育園
- 暁星国際学園新浦安幼稚園
- 渋谷教育学園浦安幼稚園
- 浦安市立高洲小学校
- 浦安市立高洲北小学校
- 浦安市立高洲中学校
- 千葉県立浦安南高等学校
- 学校法人鎌形学園本部・東京学館浦安高等学校
- 順天堂大学浦安キャンパス
- 高洲中央公園
- 高洲海浜公園
- 特別養護老人ホーム
- こども広場 - 2015年10月15日にオープンした。整備費は約1億8千万円で、内1億円はオリエンタルランドからの寄付によるもの[7]。